# Athlītikos Omilos Platania Chaniōn 2016-2017
Questa voce raccoglie le informazioni riguardanti l'Athlītikos Omilos Platania Chaniōn nelle competizioni ufficiali della stagione 2016-2017.

## Rosa
| N. |                                 | Ruolo | Calciatore             |
| -- | ------------------------------- | ----- | ---------------------- |
| 3  | Grecia (bandiera)               | D     | Giannis Kargas         |
| 4  | Serbia (bandiera)               | C     | Filip Stanisavljević   |
| 5  | Grecia (bandiera)               | D     | Chrīstos Karypidīs     |
| 6  | Bosnia ed Erzegovina (bandiera) | C     | Ognjen Gnjatić         |
| 7  | Grecia (bandiera)               | C     | Konstantinos Mendrinos |
| 8  | Argentina (bandiera)            | C     | Juan Munafo            |
| 9  | Grecia (bandiera)               | C     | Georgios Manousos      |
| 10 | Grecia (bandiera)               | C     | Athanasios Tsourakis   |
| 11 | Grecia (bandiera)               | A     | Georgios Giakoumakis   |
| 12 | Grecia (bandiera)               | P     | Theodoros Lampiris     |
| 14 | Grecia (bandiera)               | C     | Antonis Iliadis        |
| 20 | Grecia (bandiera)               | C     | Fanourīs Goundoulakīs  |
| 21 | Grecia (bandiera)               | P     | Dimitrios Kasotakis    |
| 22 | Camerun (bandiera)              | D     | Yaya Banana            |

| N. |                    | Ruolo | Calciatore                |
| -- | ------------------ | ----- | ------------------------- |
| 23 | Spagna (bandiera)  | D     | Raúl Llorente             |
| 25 | Grecia (bandiera)  | D     | Giannis Stathis           |
| 26 | Grecia (bandiera)  | C     | Athanasios Ntinas         |
| 27 | Brasile (bandiera) | D     | Vanderson                 |
| 32 | Grecia (bandiera)  | P     | Dimitrios Sotiriou        |
| 34 | Ucraina (bandiera) | D     | Vitalij Pryndeta          |
| 39 | Grecia (bandiera)  | C     | Giannis Papanikolaou      |
| 77 | Grecia (bandiera)  | D     | Alexandros Apostolopoulos |
| 90 | Spagna (bandiera)  | C     | Dídac Devesa              |
| 92 | Grecia (bandiera)  | P     | Antonis Kokkalas          |
| 97 | Albania (bandiera) | C     | Renato Ziko               |
| 98 | Grecia (bandiera)  | C     | Dimitrios Skouloudakis    |
| 99 | Grecia (bandiera)  | A     | Georgios Giakoumakis      |